# Agatha Christie - Hercule Poirot : The London Case

Agatha Christie - Hercule Poirot : The London Case est un jeu vidéo d'aventure édité par Microids et développé par Blazing Griffin. Il est sorti le 29 août 2023.